# Scopula donaria
Scopula donaria är en fjärilsart som beskrevs av William Schaus 1901. Scopula donaria ingår i släktet Scopula och familjen mätare. Inga underarter finns listade.